# Друга Алексієвка
Друга Алексі́євка (рос. Вторая Алексеевка) — присілок у складі Щолковського міського округу Московської області, Росія.
Старі назви — Алексієвка 2-а, 2-а Алексієвка.

## Населення
Населення — 19 осіб (2010; 95 у 2002).
Національний склад (станом на 2002 рік):
- росіяни — 95 %